# شاکر لاشاری
شاکر لاشاری (اردو: شاکر لاشاری؛ زادهٔ ۲۴ مارس ۱۹۸۴) بازیکن فوتبال اهل پاکستان بود.
وی همچنین در تیم‌های ملی فوتبال زیر ۲۳ سال پاکستان و پاکستان بازی کرده است.